# Jevgeni Petrov

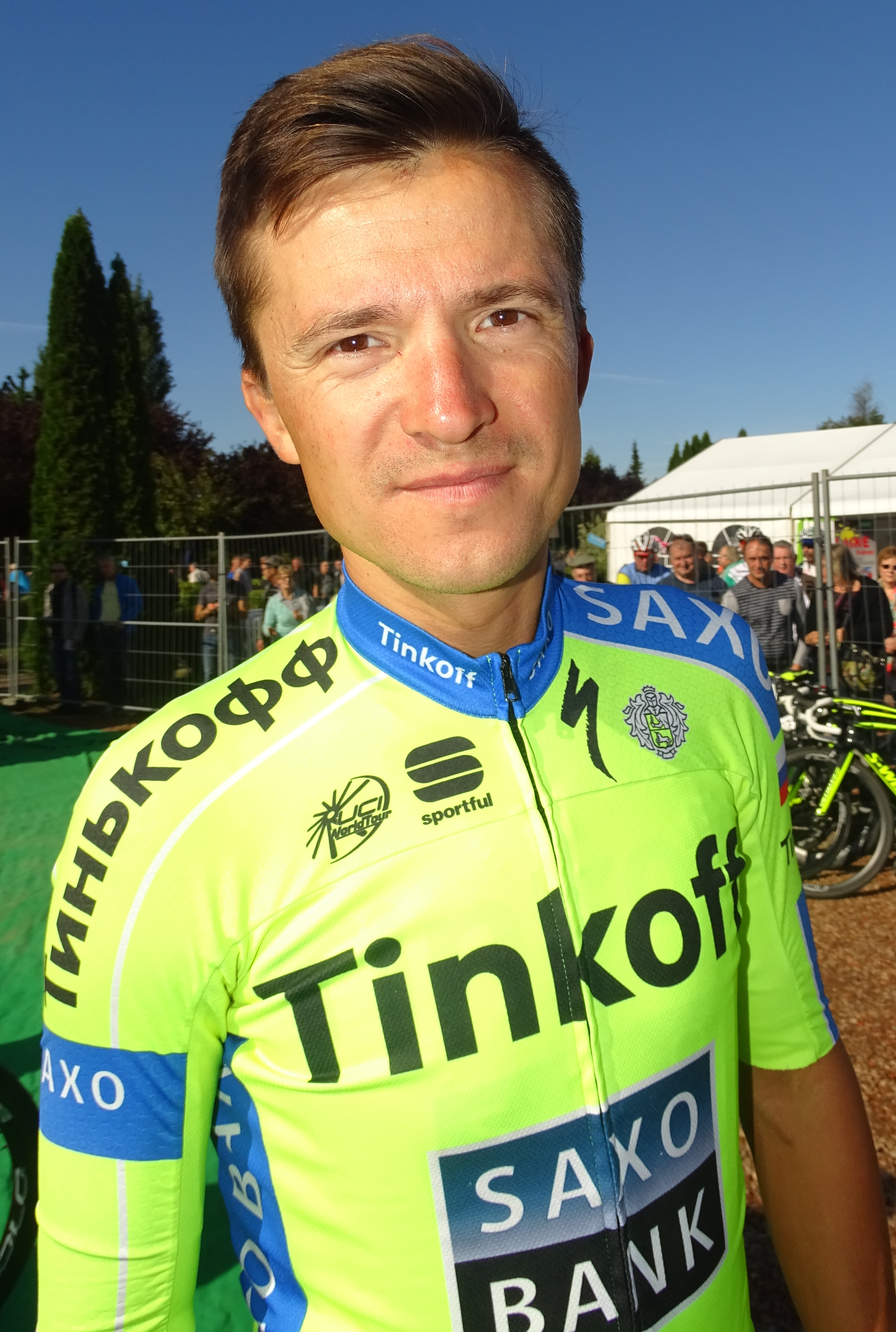
Jevgeni Petrov em 2015

Yevgeny Mikhaylovich Petrov (em russo:  Евгений Михайлович Петров; Ufa, 25 de maio de 1978) é um ciclista profissional russo. Representou seu país, Rússia, nos Jogos Olímpicos de Verão de 2000 e 2004.